# La Chapelle-Craonnaise
La Chapelle-Craonnaise é uma comuna francesa na região administrativa da Pays de la Loire, no departamento de Mayenne. Estende-se por uma área de 10,32 km². Em 2010 a comuna tinha 358 habitantes (densidade: 34,7 hab./km²).